# Ваналинн
Ва́налинн (эст. Vanalinn — «Старый город») — микрорайон в районе Кесклинн города Таллина, столицы Эстонии.

## География

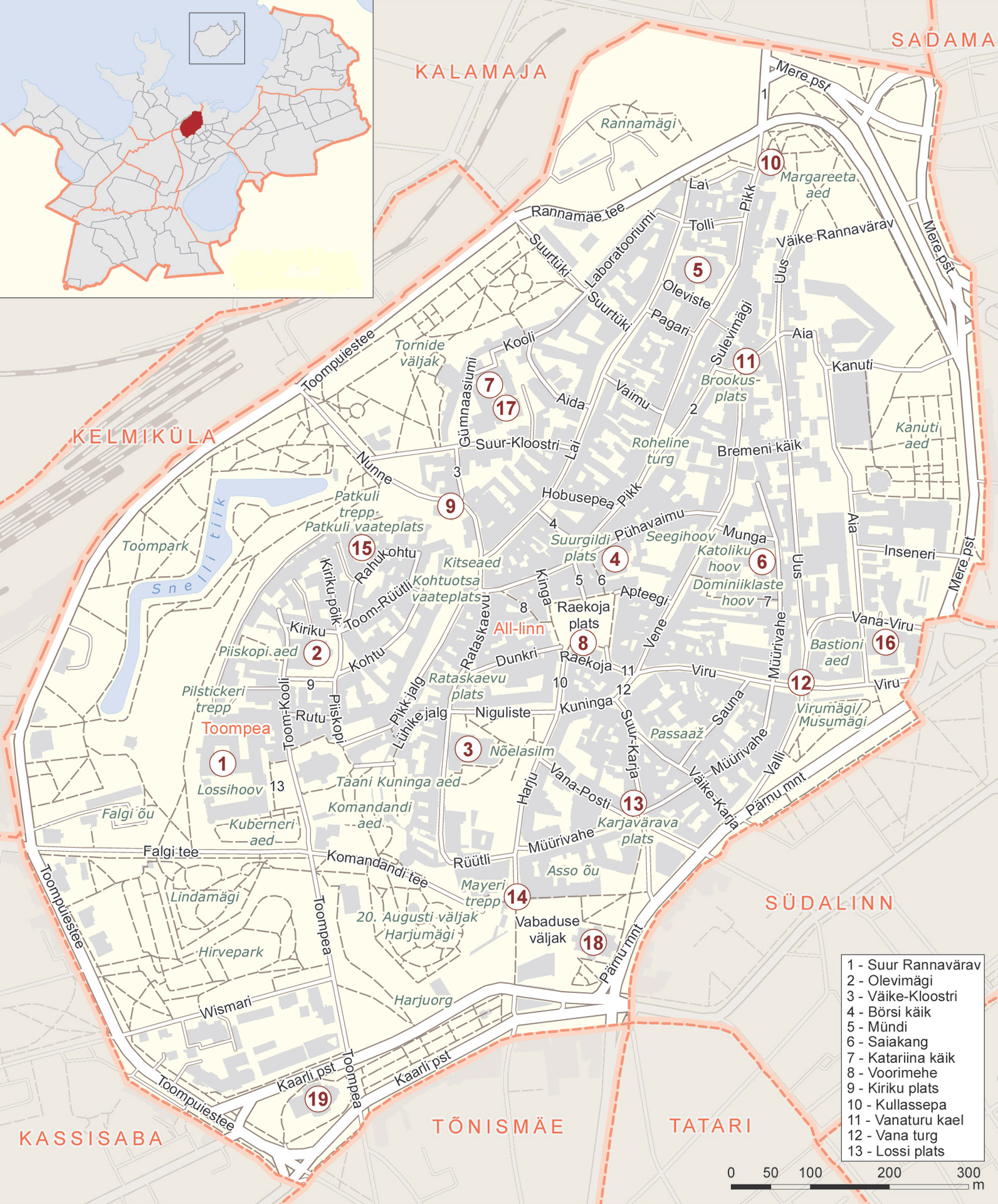
Карта микрорайона Ваналинн

Расположен в центральной части Таллина. Граничит с микрорайонами Каламая, Кассисаба, Кельмикюла, Садама, Сюдалинн и Тынисмяэ. Площадь — 1,1 км². Плотность населения на 1 января 2023 года — 4327,3 чел/км².  Ваналинн частично окружён зоной зелёных насаждений, куда входят парк Хирве, Домский парк (Тоомпарк), сад Канути и др. В Тоомпарке находится пруд Шнелли.

## Улицы и площади
По микрорайону проходят улицы: Валли, Вана-Виру, Виру, Вяйке-Карья, Вяйке-Раннавярав, Висмари, бульвар Каарли, Айа, Фалги, Харью, Инсенери, Канути, Команданди, бульвар Мере, Нунне, бульвар Пыхья, Пярнуское шоссе, Раннамяэ, Рахукохту Суур-Карья, Суур-Клоостри, Суур-Раннавярав, Сууртюки, Тоомпеа, Тоомпуйестеэ, Уус и другие небольшие улицы. 
На территории микрорайона находятся площади Вабадузе, Виру и Ратушная площадь.
Общественный транспорт курсирует только по ограничивающим район улицам: бульварам Каарли, Мере, Пыхья и Тоомпуйэстеэ и Пярнускому шоссе.

## Население
| Численность населения микрорайона Ваналинн на 1 января по данным Регистра народонаселения | Численность населения микрорайона Ваналинн на 1 января по данным Регистра народонаселения | Численность населения микрорайона Ваналинн на 1 января по данным Регистра народонаселения | Численность населения микрорайона Ваналинн на 1 января по данным Регистра народонаселения | Численность населения микрорайона Ваналинн на 1 января по данным Регистра народонаселения | Численность населения микрорайона Ваналинн на 1 января по данным Регистра народонаселения | Численность населения микрорайона Ваналинн на 1 января по данным Регистра народонаселения | Численность населения микрорайона Ваналинн на 1 января по данным Регистра народонаселения | Численность населения микрорайона Ваналинн на 1 января по данным Регистра народонаселения | Численность населения микрорайона Ваналинн на 1 января по данным Регистра народонаселения | Численность населения микрорайона Ваналинн на 1 января по данным Регистра народонаселения | Численность населения микрорайона Ваналинн на 1 января по данным Регистра народонаселения | Численность населения микрорайона Ваналинн на 1 января по данным Регистра народонаселения | Численность населения микрорайона Ваналинн на 1 января по данным Регистра народонаселения | Численность населения микрорайона Ваналинн на 1 января по данным Регистра народонаселения |
| 2008                                                                                      | 2010                                                                                      | 2011                                                                                      | 2012                                                                                      | 2013                                                                                      | 2014                                                                                      | 2015                                                                                      | 2016                                                                                      | 2017                                                                                      | 2018                                                                                      | 2019                                                                                      | 2020                                                                                      | 2021                                                                                      | 2022                                                                                      | 2023                                                                                      |
| ----------------------------------------------------------------------------------------- | ----------------------------------------------------------------------------------------- | ----------------------------------------------------------------------------------------- | ----------------------------------------------------------------------------------------- | ----------------------------------------------------------------------------------------- | ----------------------------------------------------------------------------------------- | ----------------------------------------------------------------------------------------- | ----------------------------------------------------------------------------------------- | ----------------------------------------------------------------------------------------- | ----------------------------------------------------------------------------------------- | ----------------------------------------------------------------------------------------- | ----------------------------------------------------------------------------------------- | ----------------------------------------------------------------------------------------- | ----------------------------------------------------------------------------------------- | ----------------------------------------------------------------------------------------- |
| 3418                                                                                      | ↗3637                                                                                     | ↗3849                                                                                     | ↗3868                                                                                     | ↗3959                                                                                     | ↗4184                                                                                     | ↗4437                                                                                     | ↗4665                                                                                     | ↗4906                                                                                     | ↗4943                                                                                     | ↘4681                                                                                     | ↘4658                                                                                     | ↗4787                                                                                     | ↗4939                                                                                     | ↘4760                                                                                     |

## История
Является самой старой частью Таллина. В советское время входил в состав Октябрьского района города. Большая часть территории микрорайона относится к зоне охраны памятников старины, которая была создана в 1966 году. В 1997 году бо́льшая часть микрорайона Ваналинн — Старый город — был включён в список Всемирного наследия ЮНЕСКО.
В Ваналинне работают важнейшие государственные учреждения Эстонии: Рийгикогу (площадь Лосси 1), правительство Эстонии и Госканцелярия (ул. Рахукохту 3).  
На бульваре Мере расположен Центр русской культуры. 
До 2018 года в микрорайоне также располагались Министерство по делам сельской жизни, Министерство внутренних дел и Министерство культуры, которые затем переехали в здание «супер-министерства» по адресу улица Суур-Амеэрика 1.

Исторические фотографии микрорайона Ваналинн
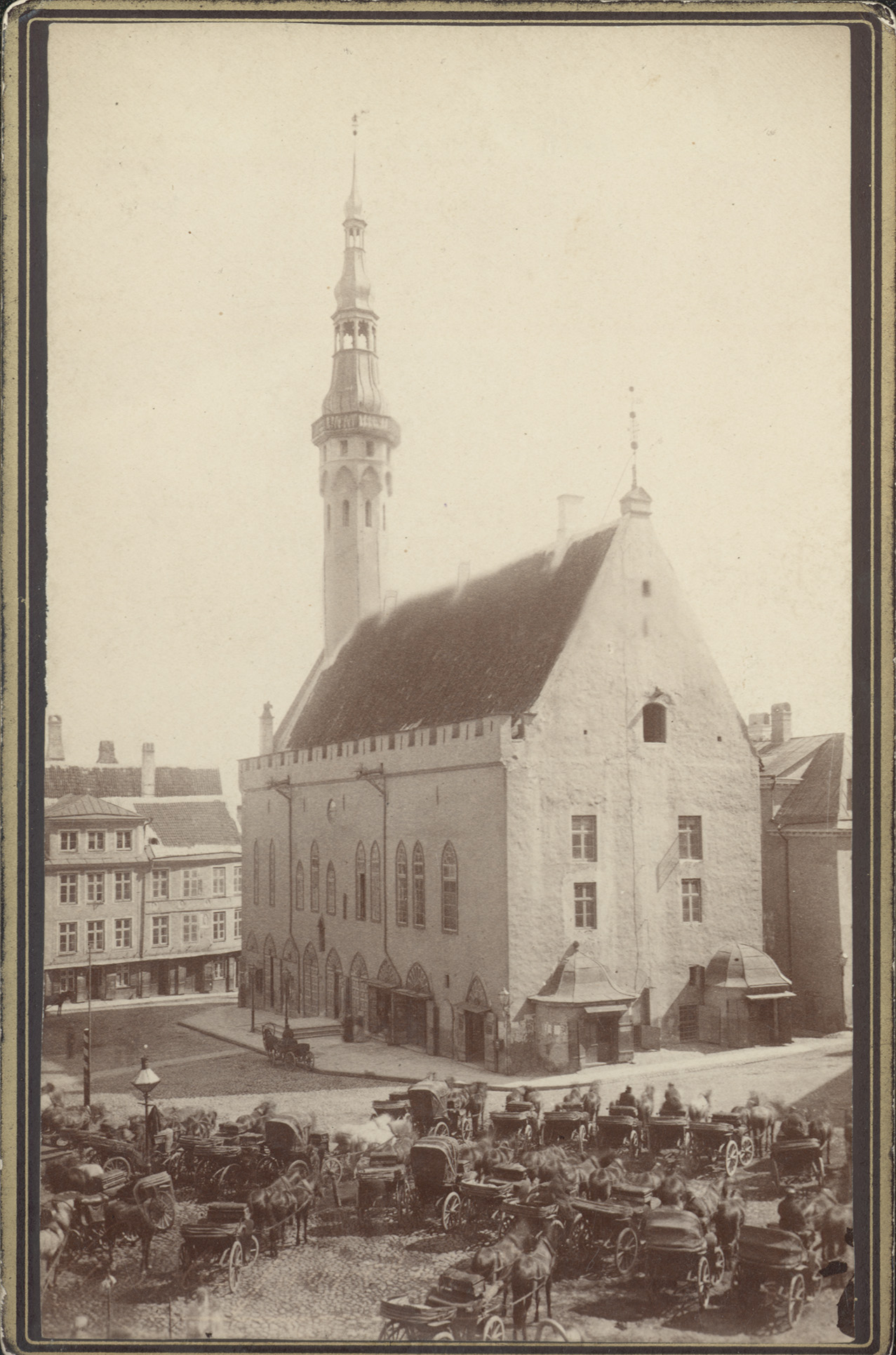
Ратуша (1882—1890)
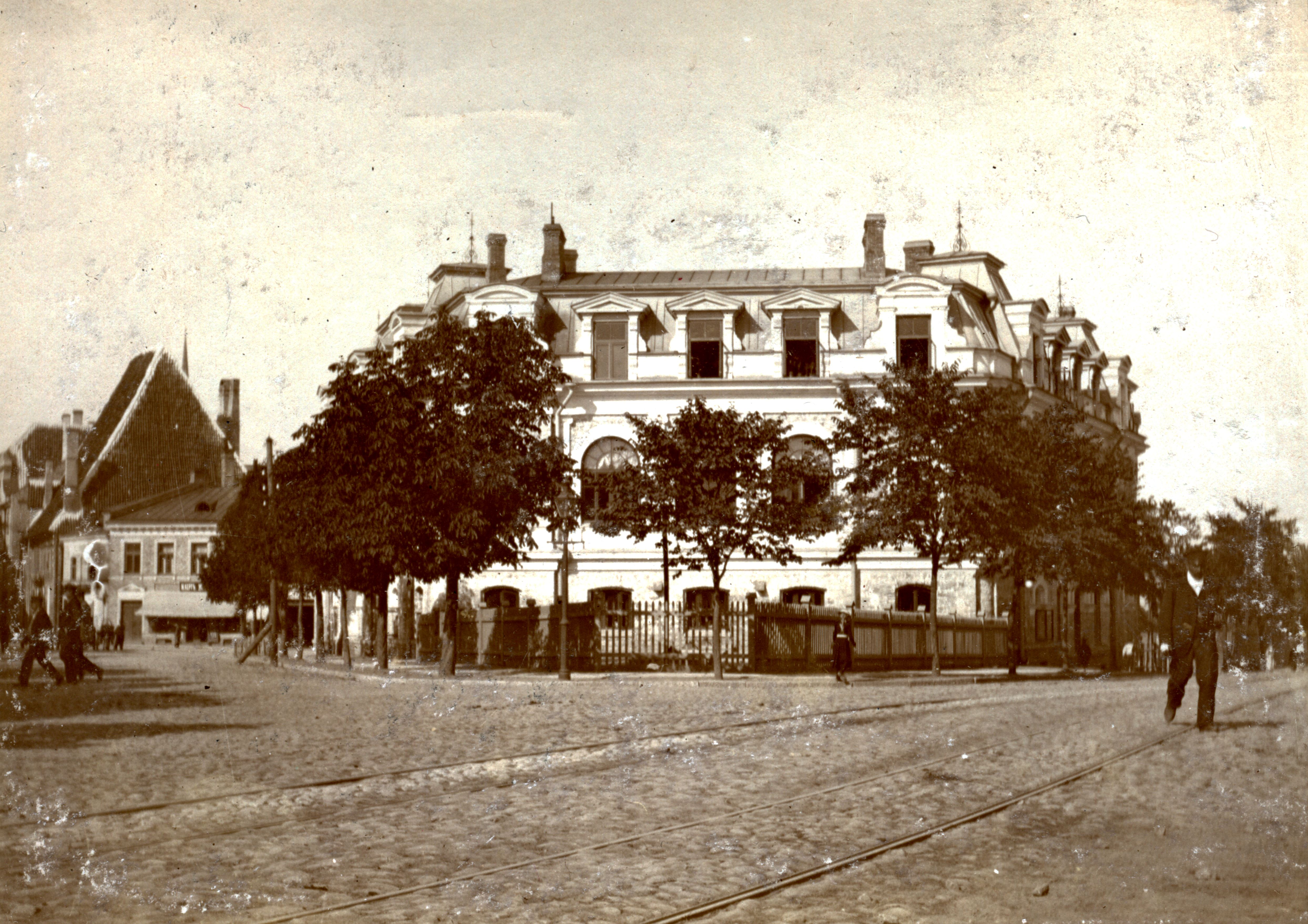
Вид с Пярнуского шоссе на строения улицы Суур-Карья (1900 год)
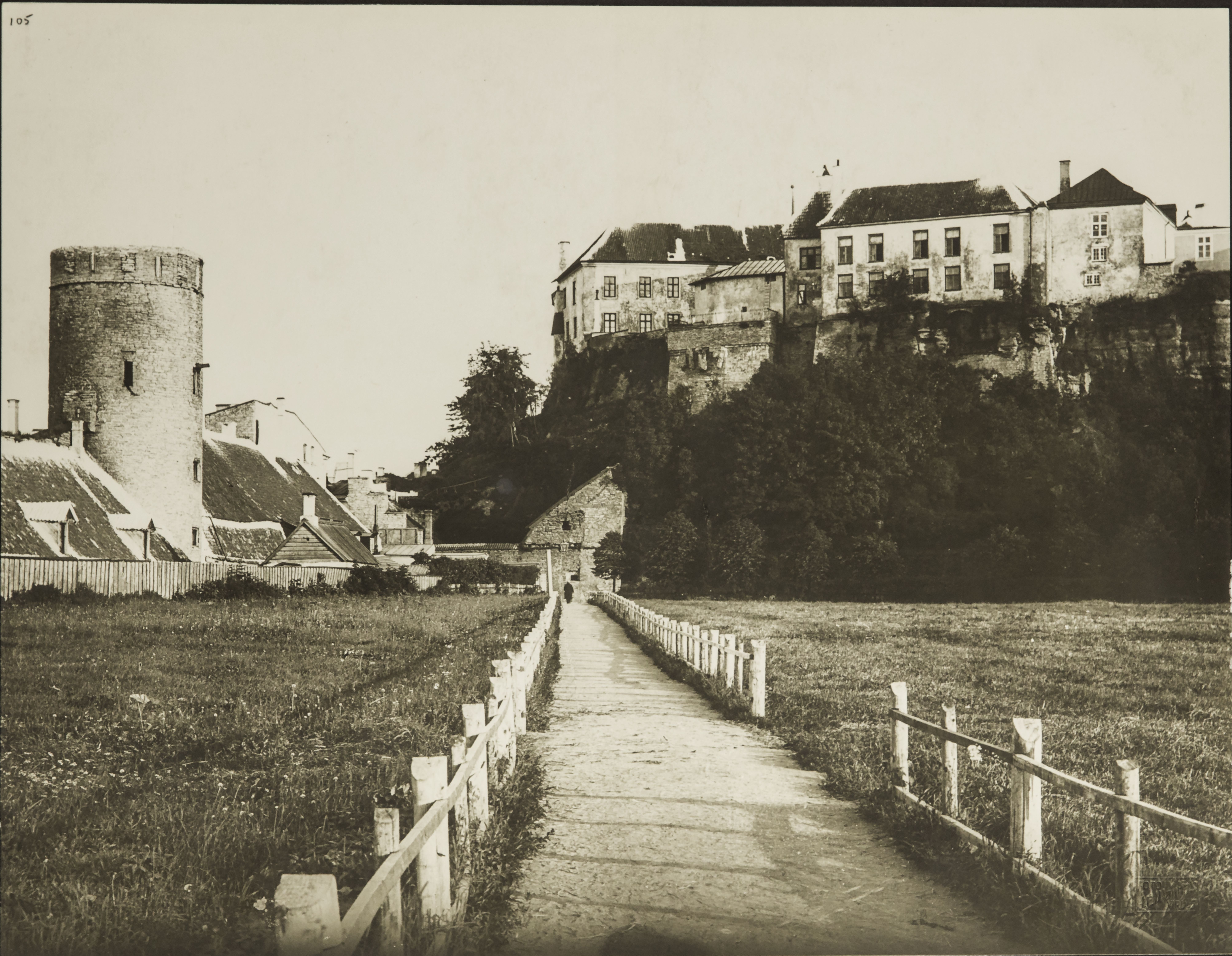
Район ворот Нунне (до 1936 года)
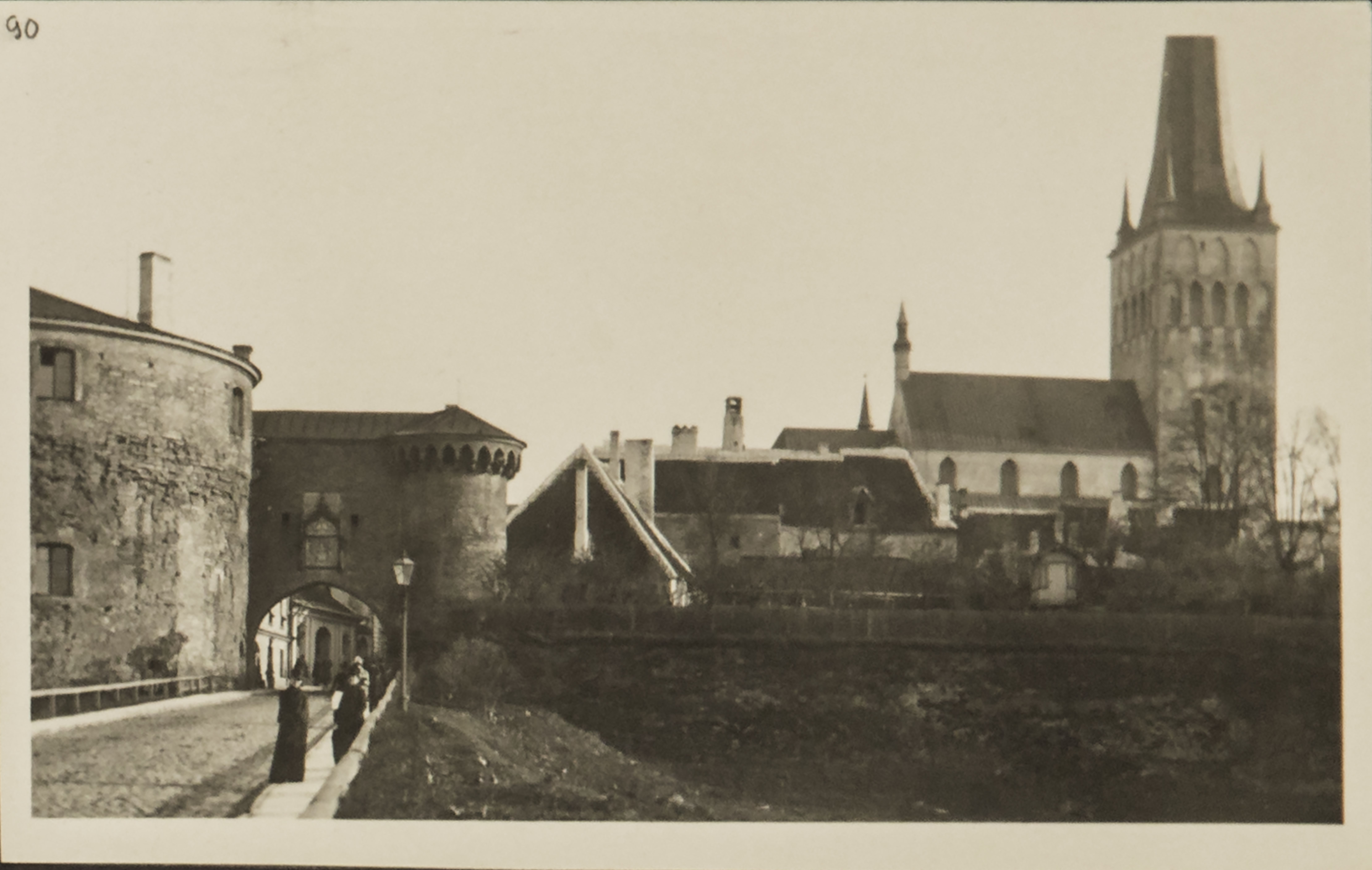
Большие морские ворота и церковь Олевисте (прим. 1900-е годы)
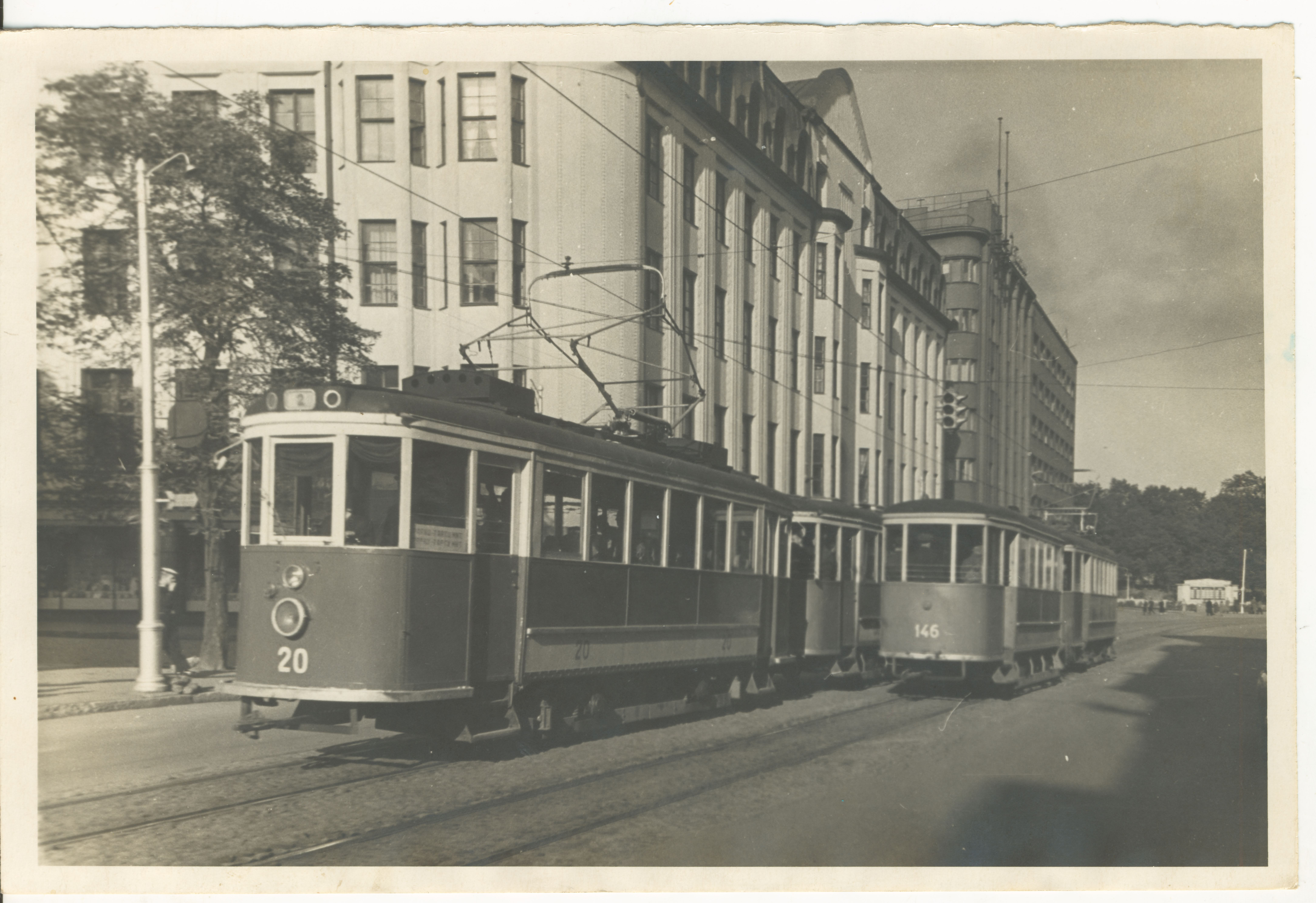
Трамваи на углу Пярнуского шоссе и улицы Суур-Карья (1955 год)

## Церкви

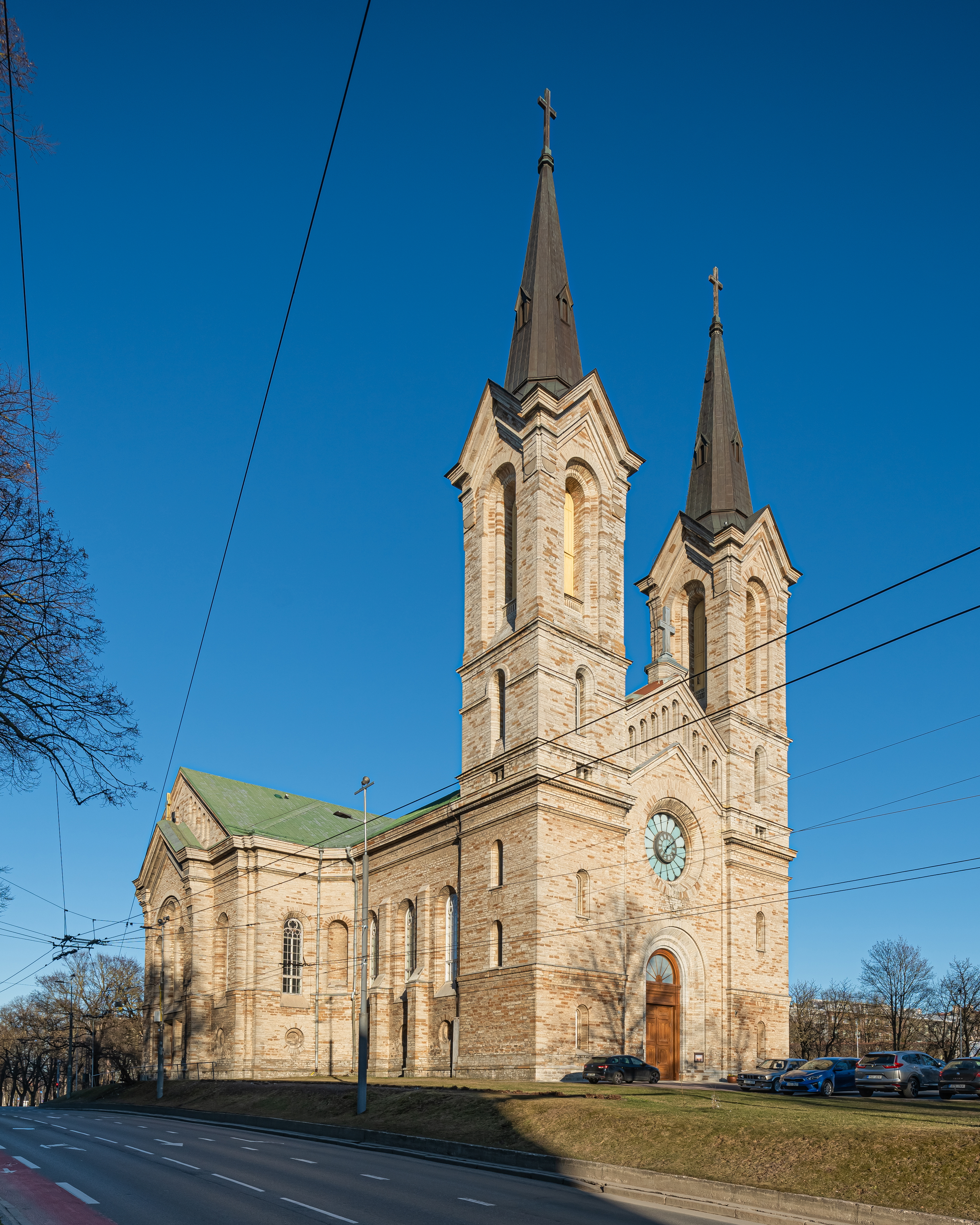
Церковь Каарли

Собор Александра Невского

В микрорайоне расположены 16 церквей:
- лютеранские церкви:
  - Домская церковь,
  - церковь Каарли,
  - Яановская церковь,
  - церковь Нигулисте (не действует, ныне музей-концертный зал),
  - Шведская церковь Святого Михаила,
  - церковь Святого Духа,

- католические церкви:
  - собор Святых Петра и Павла,
  - церковь Святой Екатерины[эст.] (не действует),

- баптистская церковь:
  - церковь Олевисте,

- православные церкви:
  - Александро-Невский собор,
  - Никольская церковь,
  - Таллинская апостольская православная церковь[эст.],
  - собор Спаса Преображения,
  - Украинская церковь Матери Божией Троеручицы (открыта 23 ноября 1991 года в отреставрированной и переделанной для собственных нужд бывшей лютеранской часовне XIV века, освящена в 2000 году, адрес: ул. Лаборатоориуми 22)[11].

- прочие:
  - Таллинская адвентистская церковь[эст.],
  - Христианская пятидесятническая церковь[эст.].

## Галерея
См. также галерею в статье Старый город (Таллин)

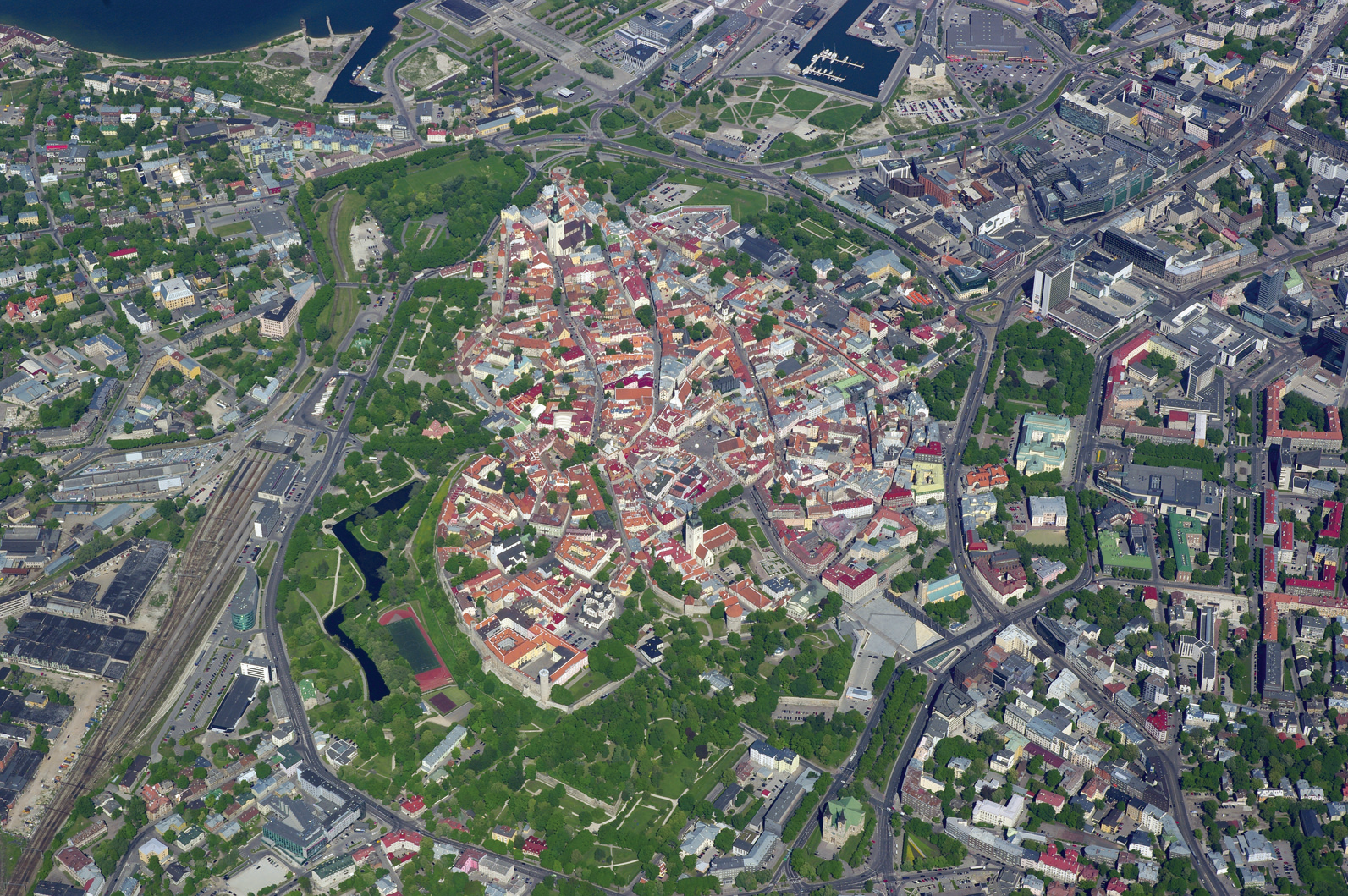
Микрорайон Ваналинн с воздуха
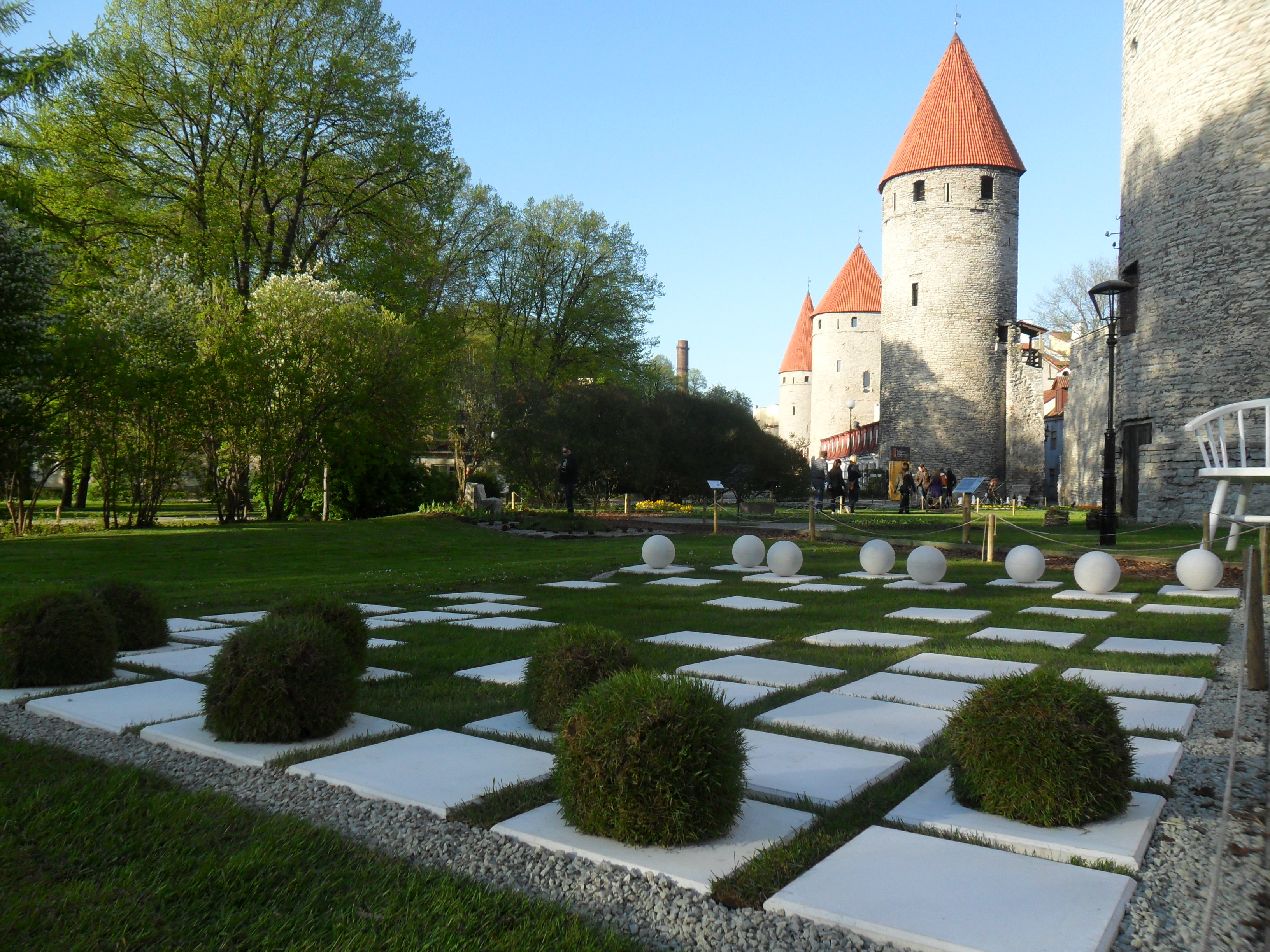
Башенная площадь
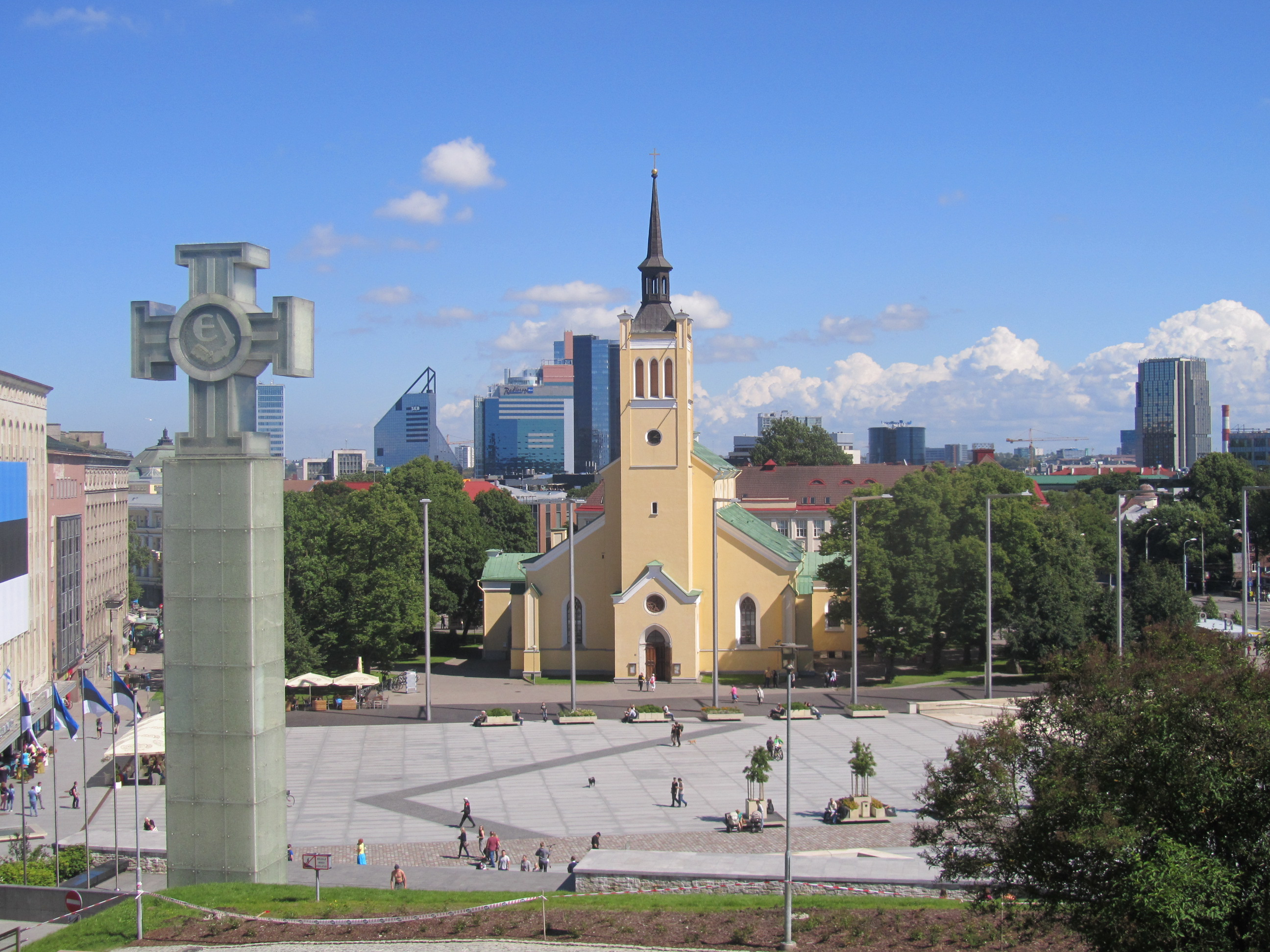
Площадь Свободы и Яановская церковь
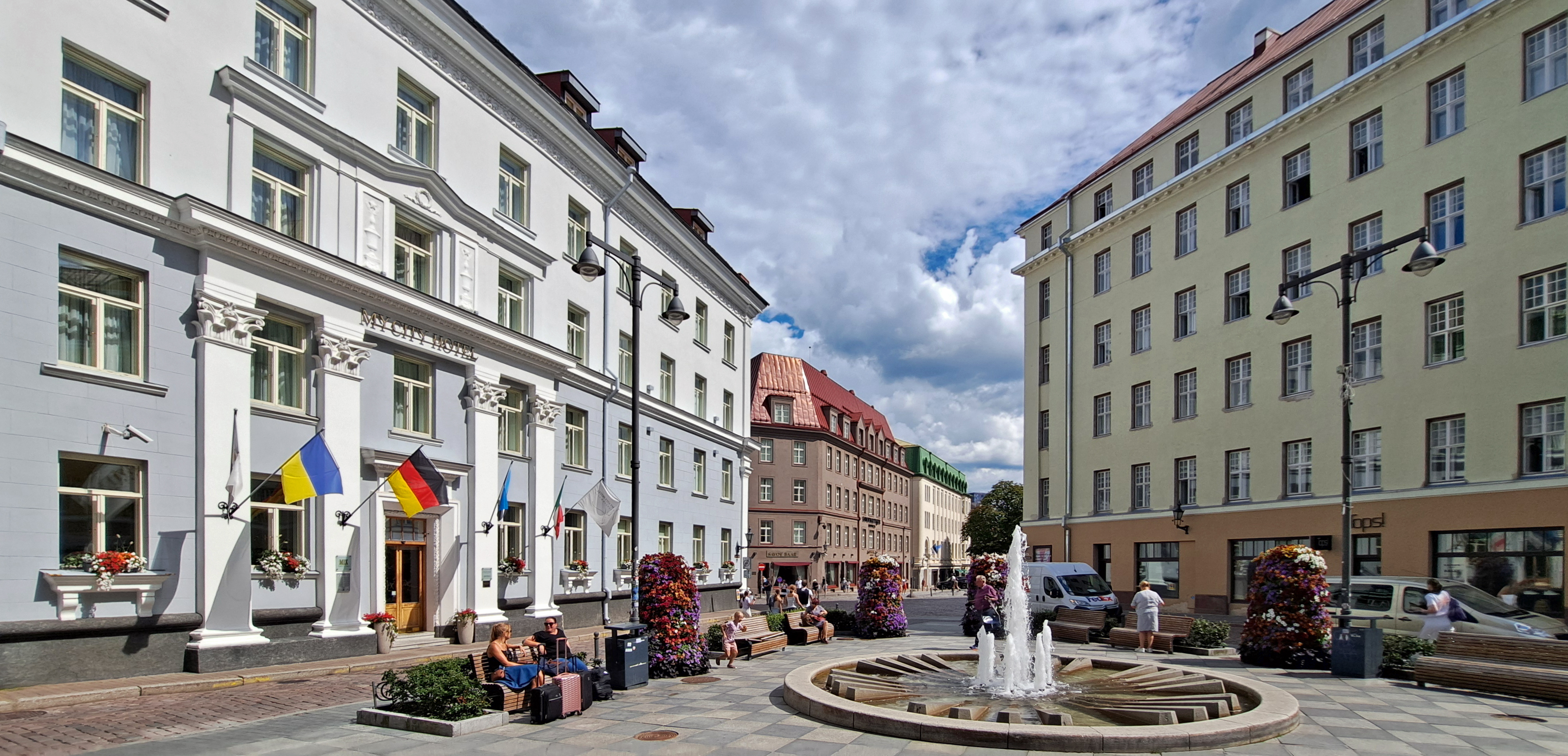
Площадь Карьявярава
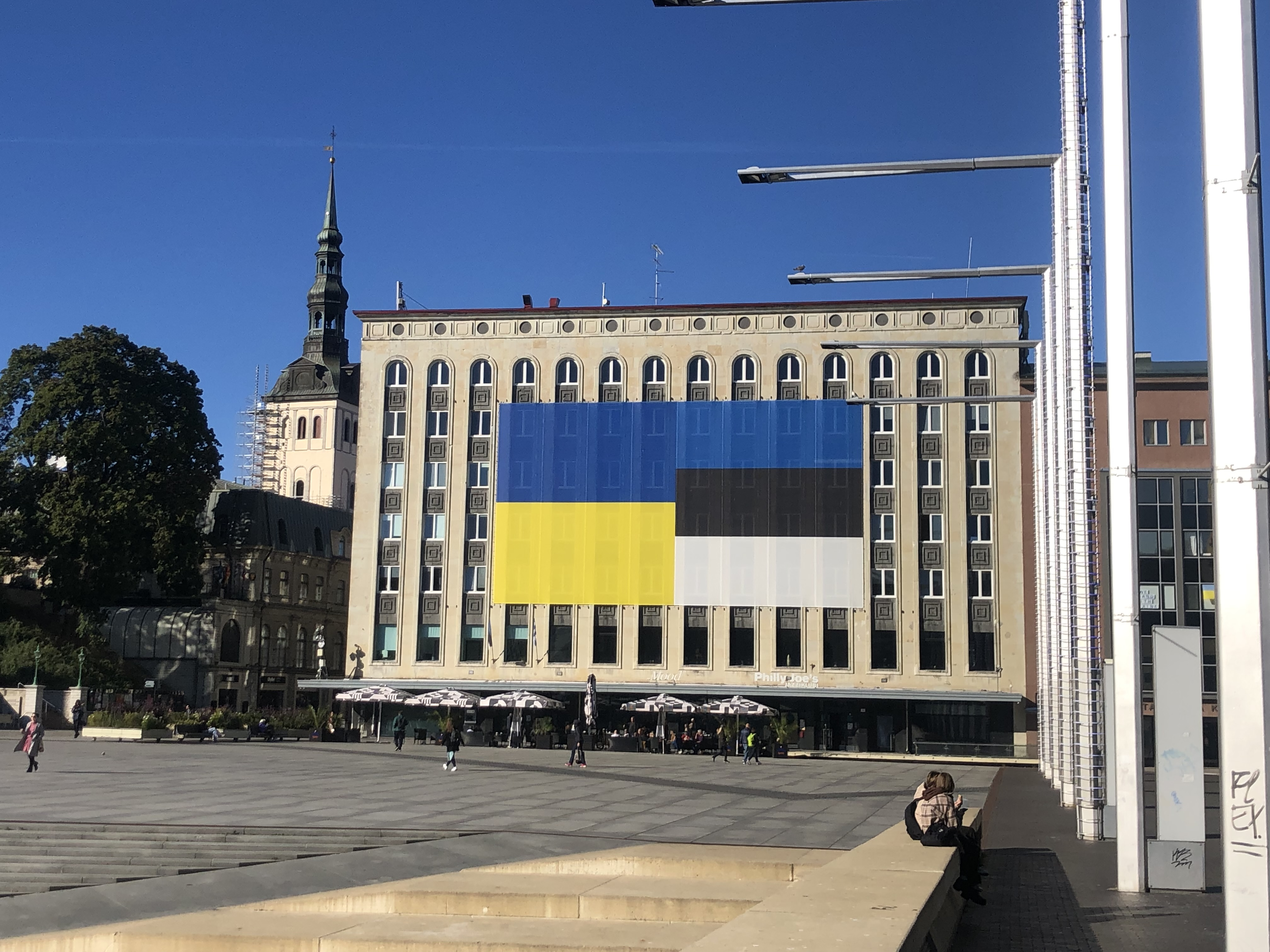
Бывшее здание Транспортного департамента Таллина (пл. Свободы 10)
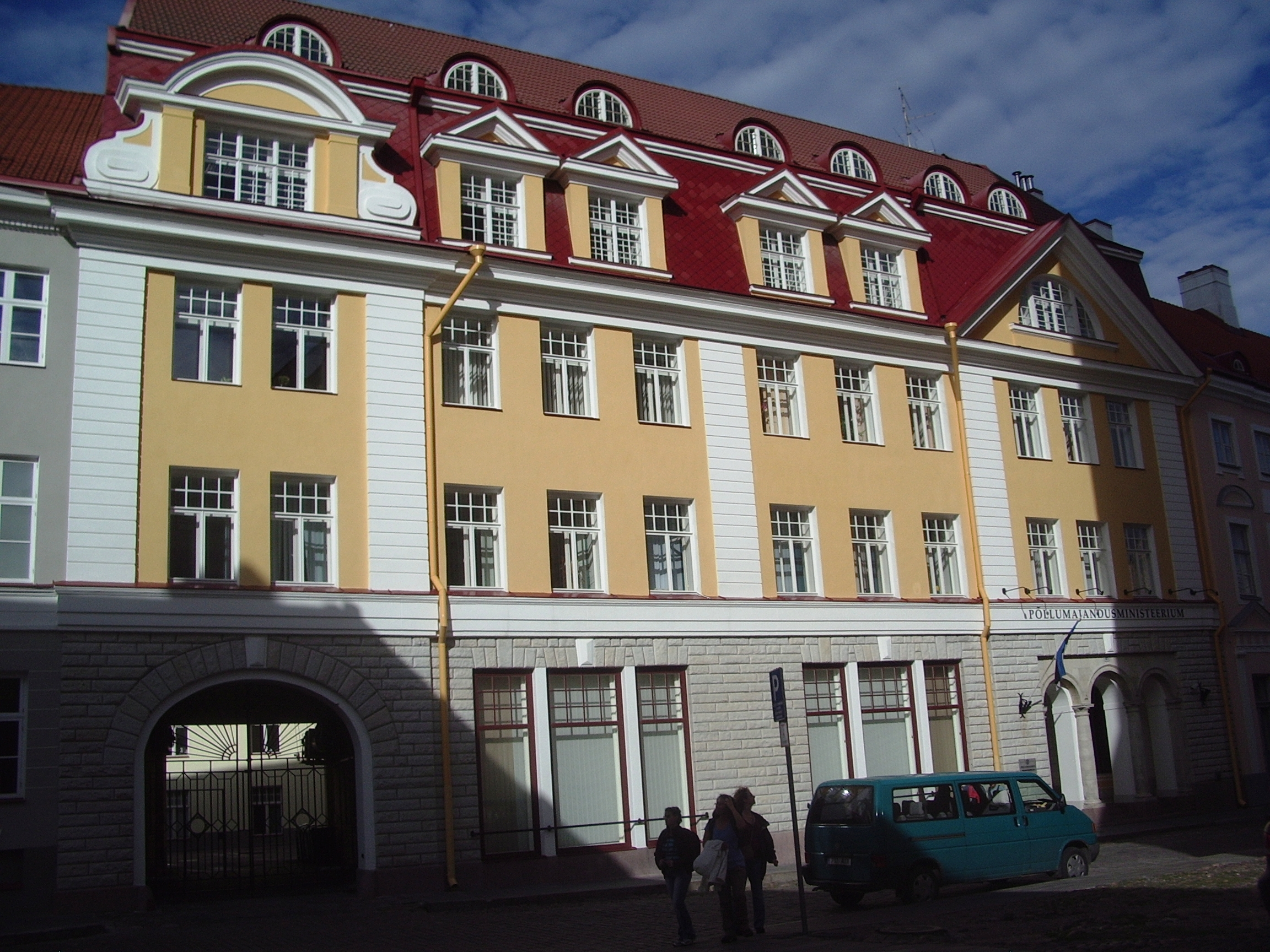
Бывшее здание Министерства сельского хозяйства (ул. Лай 39/41)
Бывшее здание Министерства экономики и коммуникаций Эстонии (ул. Харью 11 / Мюйривахе 3)
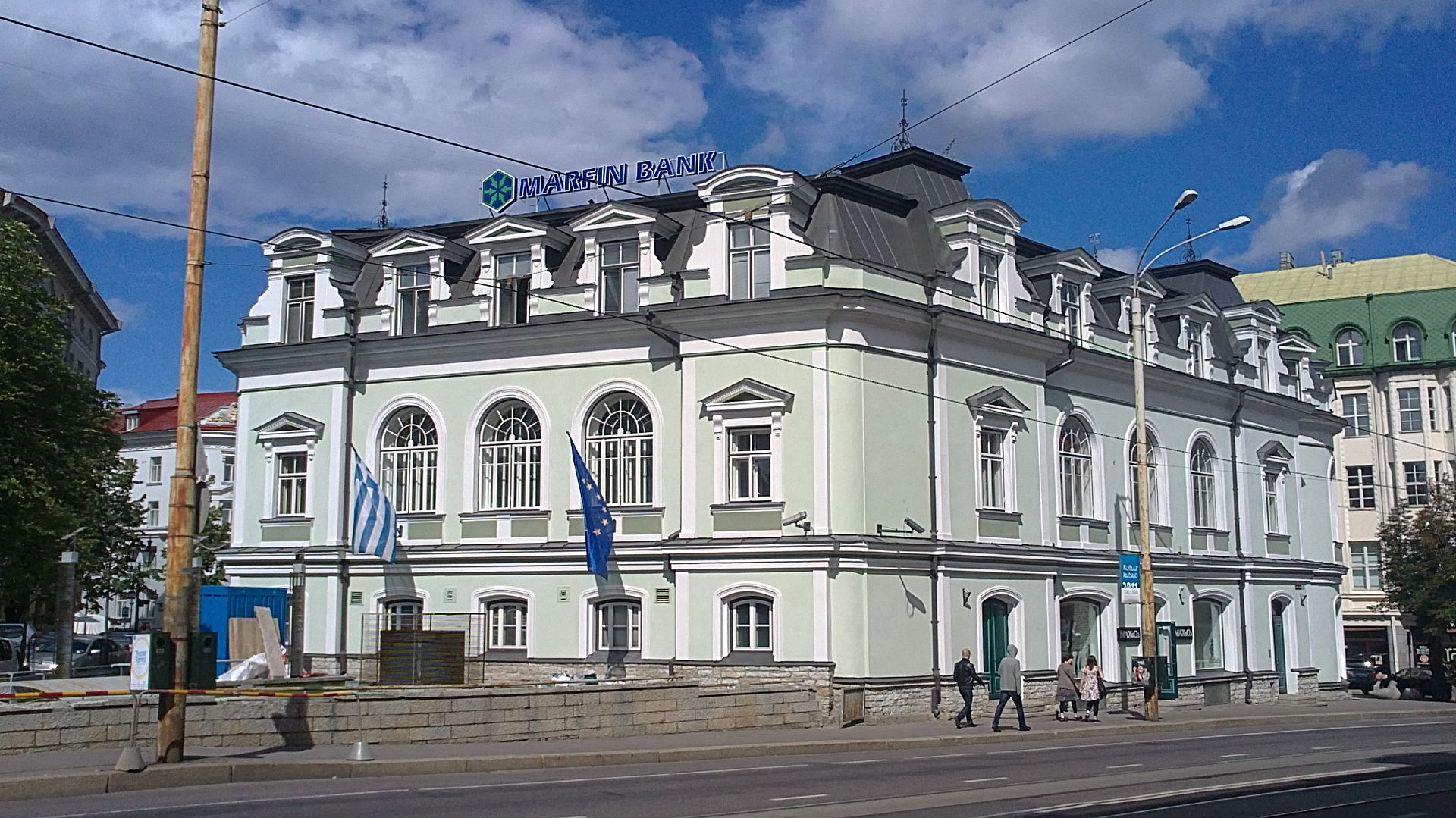
Улица Суур-Карья, дом 20 (вид с Пярнуского шоссе)
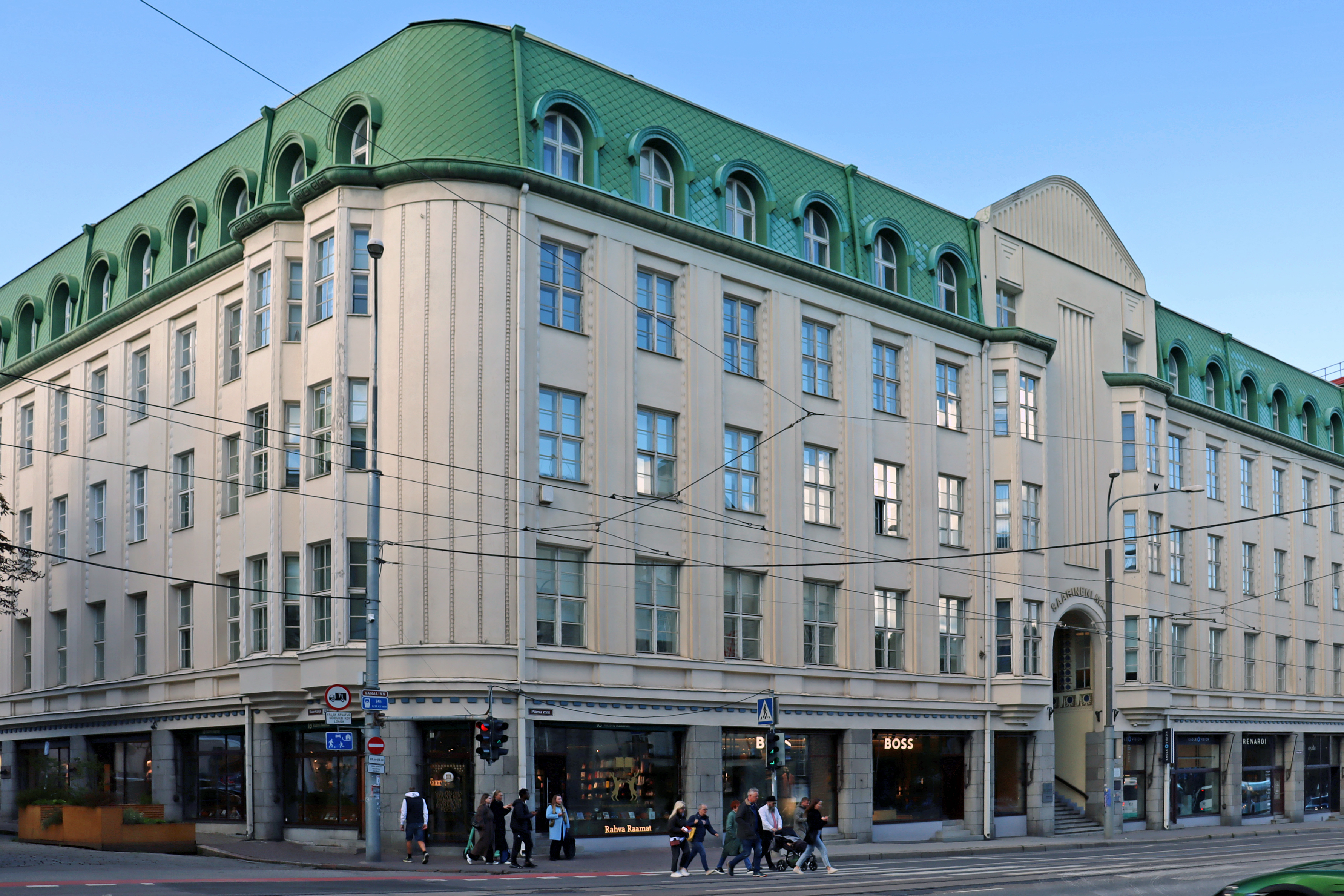
Пярнуское шоссе, 10 («Дом Сааринена»)
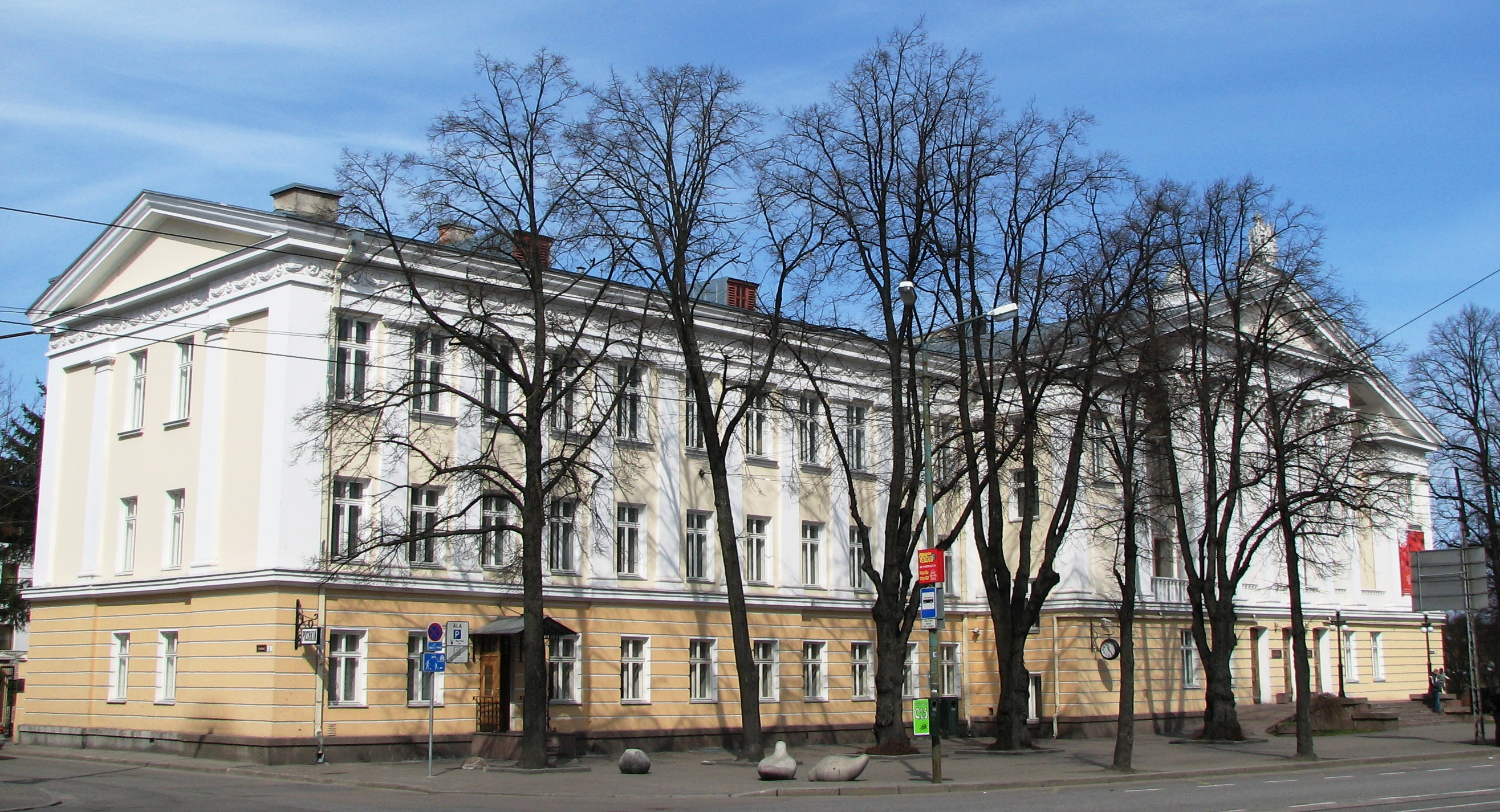
Центр русской культуры (бульвар Мере 5)